# Tulipe
Tulipa
«  Tulipa » redirige ici. Pour les autres significations, voir Tulipa (homonymie).
Pour les articles homonymes, voir Tulipe.
 (janvier 2021).
Si vous disposez d'ouvrages ou d'articles de référence ou si vous connaissez des sites web de qualité traitant du thème abordé ici, merci de compléter l'article en donnant les références utiles à sa vérifiabilité et en les liant à la section « Notes et références ».
Genre
Synonymes
- Eduardoregelia Popov[1]
- Liriactis Raf.[1]
- Liriopogon Raf.[1]
- Orithyia D.Don[1]
- Podonix Raf.[1]

Les tulipes (Tulipa) constituent un genre de plantes herbacées, de la famille des Liliacées. Le genre compte une centaine d'espèces réparties en quatre sous-genres, originaires des régions tempérées chaudes de l'Ancien Monde.
Plusieurs espèces sont largement cultivées comme plantes ornementales, et ont donné lieu à la création de plusieurs milliers de cultivars.

## Origine du nom
Le mot « tulipe » est mentionné pour la première fois vers 1554 en France, apparemment emprunté (d'abord sous la forme « tulipan ») aux Lettres turques du diplomate Ogier Ghislain de Busbecq. Il dérive du turc ottoman tülbend (« gaze, mousseline, étamine » mais aussi « turban »), et originellement du persan دلبند / delband (« turban »), peut-être parce que la forme de la fleur de tulipe rappelle celle d'un turban ou parce qu'il était à la mode dans l'Empire ottoman de porter des tulipes sur son turban (ce serait alors une confusion du traducteur entre la fleur et le turban).
Ogier Ghiselin de Busbecq écrit que les « Turcs » appellent tulipan les fleurs de tulipe, alors que le mot turc pour « tulipe » est lale. En fait, il ne précise pas que c'est le mot utilisé en Turquie, il affirme simplement qu'il est utilisé par les « Turcs », or c'était à l'époque un terme courant pour désigner les Hongrois et Busbecq précise avoir parcouru la Hongrie en route vers Constantinople, et utilisé des lexiques de hongrois. Tulipán étant le mot hongrois pour « tulipe », aucune spéculation n’est peut-être nécessaire pour comprendre l'origine du mot, Busbecq répétait peut-être simplement le mot trouvé dans ses lexiques turc-hongrois.

## Caractéristiques

Diagramme floral des Tulipes (O: 6T,6E,(3C)).

Les tulipes sont des plantes vivaces bulbeuses à tiges longues, dures et solitaires, parfois tendues vers le haut.
Les feuilles sont assez peu nombreuses. Elles sont alternes, entières, à nervures peu profondes, charnues.
Les fleurs ont un périanthe constitué de trois pétales et trois sépales, ayant souvent la même couleur que les pétales. Elles comptent six étamines.
Le fruit est une capsule tripartite contenant de nombreuses graines.
Le génome de la tulipe a été séquencé en 2017. C'est la deuxième plante ornementale séquencée, après l'œillet en 2013.

## Habitat et répartition géographique

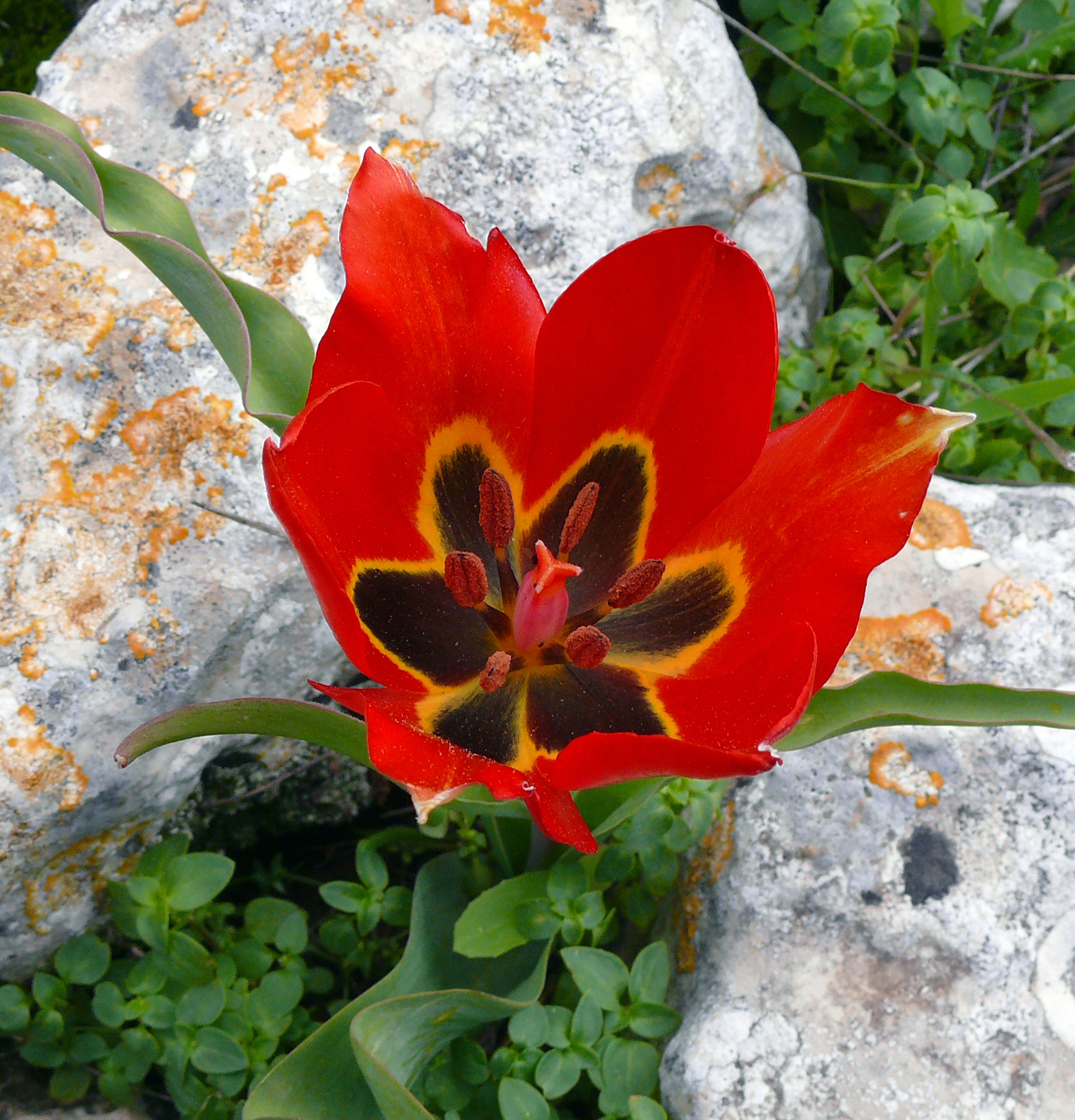
Tulipa agenensis est une grande espèce sauvage, fréquente dans la moitié sud de l'Europe et au Proche-Orient.

Les espèces de tulipes se rencontrent dans la plus grande partie de l'Ancien Monde, depuis l'Europe occidentale jusqu'à la Chine et au Japon en passant par l'Europe orientale (ex-Yougoslavie, Bulgarie, Ukraine, Russie), l'Asie Mineure et l'Asie centrale. Leur aire de diffusion englobe aussi l'Afrique du Nord et le sous-continent indien. Le centre de diversité du genre se situe dans les montagnes du Pamir et l'Hindou Kouch et dans les steppes du Kazakhstan.
La plupart des tulipes sont originaires d'habitats de steppes d'Eurasie, aussi bien en plaine qu'en altitude, sous climat continental, avec des hivers rudes et des étés chauds plus ou moins secs. L'habitat de certaines espèces est même semi-aride. Dans ces milieux la période de végétation idéale est le printemps, lorsque les températures sont encore assez fraiches (l'évapotranspiration n'est pas trop forte au regard de la faiblesse des précipitations) et que les sols sont encore humides après le dégel. Dès que la température est positive et que les sols dégèlent, le bulbe produit rapidement une nouvelle plante grâce aux réserves accumulées au printemps précédent, permettant de profiter d'une saison plus précoce par rapport aux autres plantes compétitrices, notamment les graminées, dont le développement est un peu plus tardif. Puis, après avoir fleuri et produit des graines, les parties aériennes de la plante disparaissent durant l'été, l'automne et l'hiver, le bulbe attendant sagement sous terre le printemps suivant.
Il existe en France quelques espèces à l'état sauvage, plutôt rares et menacées, mais leur indigénat en France est discuté. Il s'agit soit de grosses tulipes devenues adventices des cultures, dont la plus connue est la tulipe d'Agen (Tulipa agenensis), soit de petites tulipes présentes dans les habitats ouverts ou parmi les rochers en montagne, notamment Tulipa sylvestris, qui autrefois poussait souvent à l'abri des vignes, et dont la sous-espèce australis est connue sous le nom de tulipe méridionale.

## Espèces

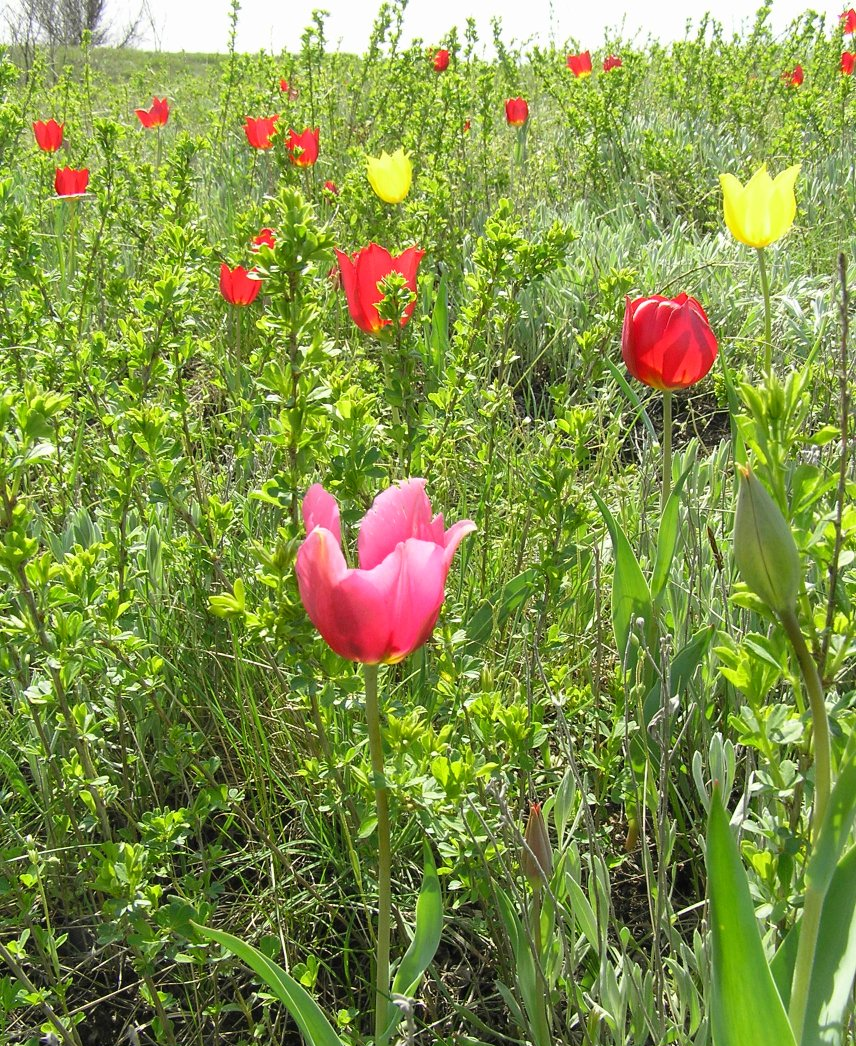
Tulipa suaveolens est une espèce inféodée à la steppe d'Europe de l'Est. Elle présente une grande variété de couleurs à l'état sauvage et elle est la principale espèce parente de Tulipa × gesneriana, la tulipe cultivée des jardins.

Parmi l'ensemble des 120 espèces différentes de tulipes, plus de la moitié poussent dans une région assez réduite située sur les contreforts occidentaux des montagnes du Tian Shan et du Pamir.

### Liste
Selon World Checklist of Selected Plant Families (WCSP) (9 septembre 2019) :
- Tulipa agenensis Redouté (1804)

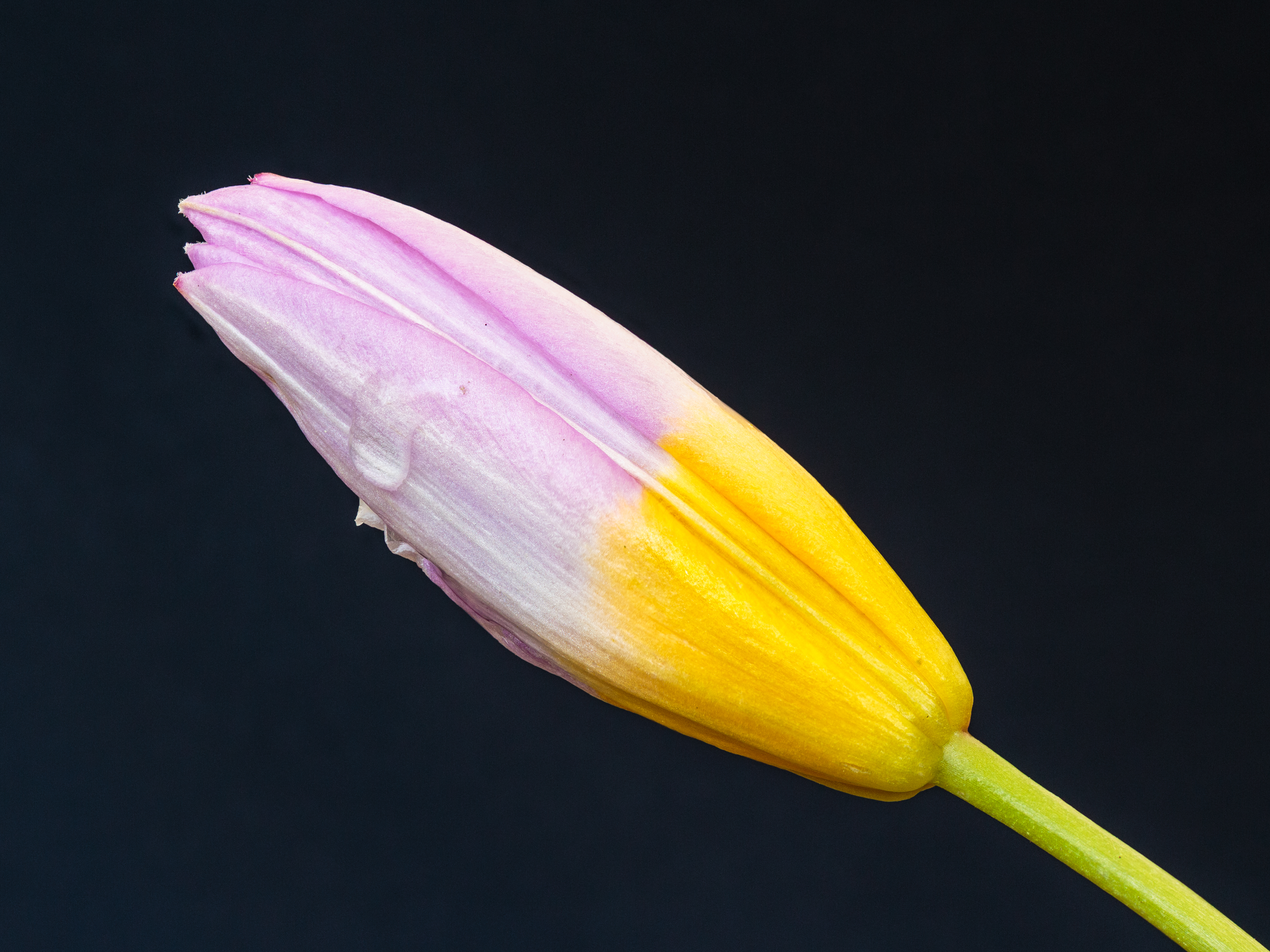
Tulipe bakeri 'Lilac Wonder', fleur fermée.

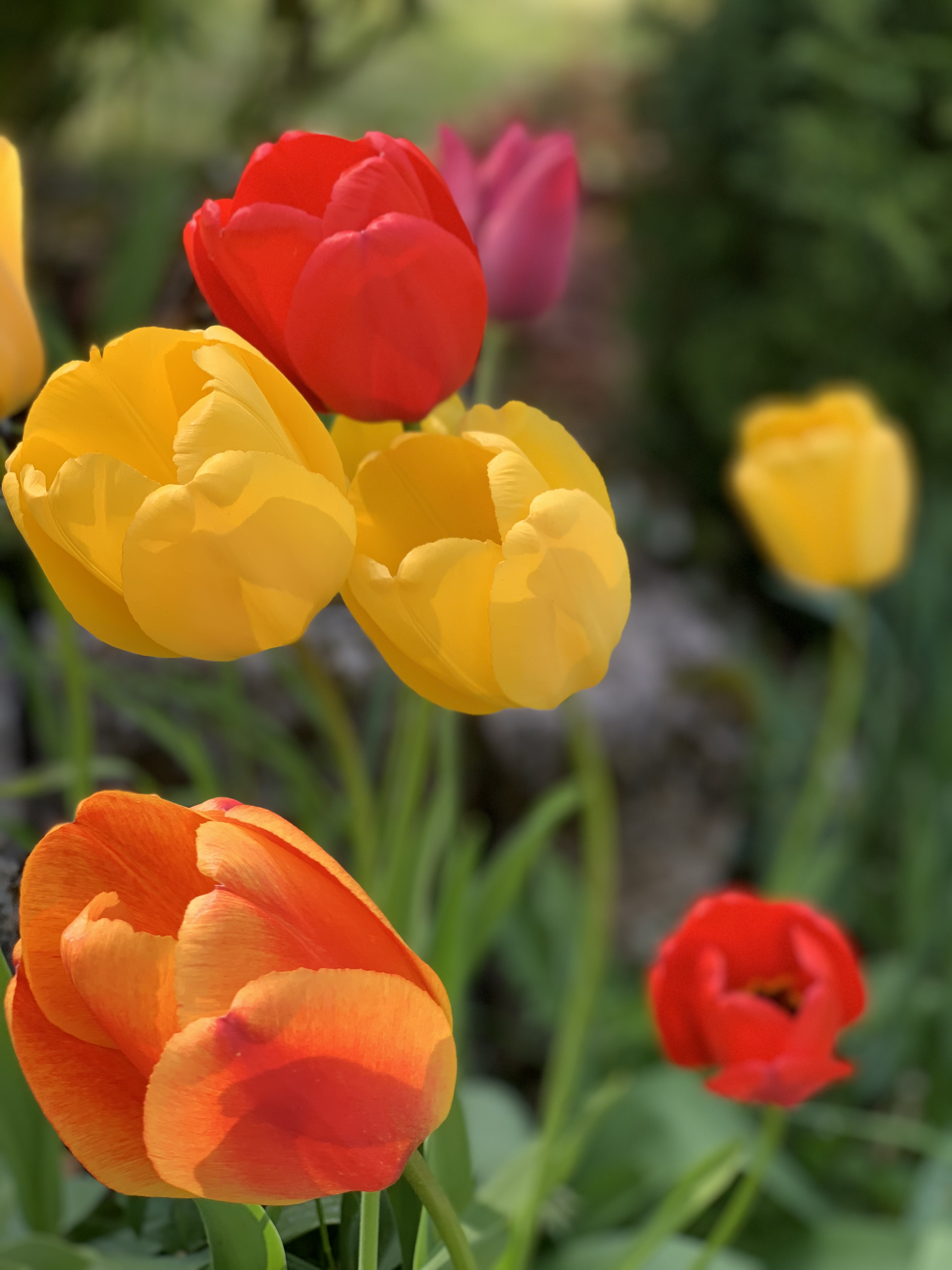
Tulipes dans le Jura.

- Tulipa albanica Kit Tan & Shuka (2010)
- Tulipa alberti Regel (1877)
- Tulipa aleppensis Boiss. ex Regel (1873)
- Tulipa altaica Pall. ex Spreng. (1825)
- Tulipa anisophylla Vved. (1935)
- Tulipa armena Boiss., Diagn. Pl. Orient., ser. 2 (1859)
- Tulipa auliekolica Perezhogin (2014)
- Tulipa banuensis Grey-Wilson (1974)
- Tulipa biflora Pall. (1776)
- Tulipa bifloriformis Vved. (1971)
- Tulipa boettgeri Regel (1887)
- Tulipa borszczowii Regel (1868)
- Tulipa botschantzevae S.N.Abramova & Zakal. (1973)
- Tulipa butkovii Botschantz. (1961)
- Tulipa carinata Vved. (1971)
- Tulipa cinnabarina K.Perss. (2000)
- Tulipa clusiana Redouté (1803)
- Tulipa cretica Boiss. & Heldr. (1854)
- Tulipa cypria Stapf ex Turrill (1934)
- Tulipa dasystemon (Regel) Regel, Trudy Imp. S.-Peterburgsk. Bot. Sada (1879)
- Tulipa dubia Vved. (1935)
- Tulipa faribae Ghahr., Attar & Ghahrem.-Nejad (2007)
- Tulipa ferganica Vved. (1935)
- Tulipa foliosa Stapf, Denkschr. Kaiserl. Akad. Wiss. (1885)
- Tulipa fosteriana W.Irving, Gard. Chron., ser. 3 (1906)
- Tulipa gesneriana L. (1753)
- Tulipa greigii Regel (1873)
- Tulipa harazensis Rech.f. (1990)
- Tulipa heteropetala Ledeb. (1829)
- Tulipa heterophylla (Regel) Baker, J. Linn. Soc. (1874)
- Tulipa heweri Raamsd. (1998)
- Tulipa hissarica Popov & Vved. (1935)
- Tulipa hoogiana B.Fedtsch., Gard. Chron., ser. 3 (1910)
- Tulipa humilis Herb. (1844)
- Tulipa hungarica Borbás (1882)
- Tulipa iliensis Regel (1879)
- Tulipa ingens Hoog, Gard. Chron., ser. 3 (1902)
- Tulipa intermedia Tojibaev & J.de Groot (2014)
- Tulipa ivasczenkoae Epiktetov & Belyalov (2013)
- Tulipa jacquesii Zonn. (2015)
- Tulipa julia K.Koch (1849)
- Tulipa kaufmanniana Regel (1877)
- Tulipa kolbintsevii Zonn. (2012)
- Tulipa kolpakowskiana Regel (1877)
- Tulipa korolkowii Regel (1875)
- Tulipa kosovarica Kit Tan, Shuka & Krasniqi (2012)
- Tulipa koyuncui Eker & Babaç (2010)
- Tulipa kuschkensis B.Fedtsch. (1932)
- Tulipa lanata Regel (1884)
- Tulipa lehmanniana Merckl. (1852)
- Tulipa lemmersii Zonn., Peterse & J.de Groot (2012)
- Tulipa linifolia Regel (1884)
- Tulipa luanica Millaku (2015)
- Tulipa montana Lindl. (1828)
- Tulipa narcissicum N.Y.Stepanova (2014)
- Tulipa orithyioides Vved. (1935)
- Tulipa orphanidea Boiss. ex Heldr. (1862)
- Tulipa ostrowskiana Regel (1884)
- Tulipa persica (Lindl.) Sweet, Hort. Brit. (1830)
- Tulipa platystemon Vved. (1935)
- Tulipa praestans H.B.May, Gard. Chron., ser. 3 (1903)
- Tulipa regelii Krasn. (1887 publ. 1888)
- Tulipa saxatilis Sieber ex Spreng. (1825)
- Tulipa scardica Bornm. (1923)
- Tulipa scharipovii Tojibaev (2009)
- Tulipa schmidtii Fomin (1909)
- Tulipa serbica Tatic & Krivoej (1997)
- Tulipa sinkiangensis Z.M.Mao (1980)
- Tulipa sosnowskyi Achv. & Mirzoeva (1950)
- Tulipa sprengeri Baker, Gard. Chron., ser. 3 (1894)
- Tulipa suaveolens Roth (1794)
- Tulipa subquinquefolia Vved. (1946)
- Tulipa sylvestris L. (1753)
- Tulipa systola Stapf, Denkschr. Kaiserl. Akad. Wiss. (1885)
- Tulipa talassica Lazkov (2011)
- Tulipa tetraphylla Regel (1875)
- Tulipa × tschimganica Botschantz. (1961)
- Tulipa turgaica Perezhogin (2014)
- Tulipa turkestanica (Regel) Regel (1875)
- Tulipa ulophylla Wendelbo (1967)
- Tulipa undulatifolia Boiss. (1844)
- Tulipa uniflora (L.) Besser ex Baker, J. Linn. Soc. (1874)
- Tulipa urumiensis Stapf (1932)
- Tulipa uzbekistanica Botschantz. & Sharipov (1971)
- Tulipa vvedenskyi Botschantz. (1954)
- Tulipa zonneveldii J.de Groot & Tojibaev (2017)

## Culture
Ce sont des plantes qui apprécient le plein soleil et les endroits protégés du vent pour épanouir vers mars-avril leurs fleurs en forme de coupe. Le bulbe apprécie les sols légers et bien drainés, sinon il dépérit.
Les tulipes se plantent en automne (plutôt entre octobre et novembre, l'extrême limite étant mi-décembre) dans un sol léger, sableux, drainé, riche, de préférence à l'abri du vent. La floraison a lieu au printemps, de fin mars à mai, parfois en février suivant les conditions.

### Les tulipes cultivées

#### Aspects historiques
On attribue à Charles de l'Écluse son introduction en Occident, à la fin du XVIe siècle, même si elle devait déjà y être présente du fait des nombreux échanges commerciaux avec l'actuelle Turquie où la coutume voulait qu'on offre des bulbes en cadeau.
On dit qu'un importateur de tissus hollandais aurait trouvé dans sa marchandise ce qu'il prit pour une nouvelle variété d'oignons qu'il cuisina et mangea, sans se douter qu'il venait, juste avant Charles de l'Écluse, de découvrir la tulipe.
C'est cette plante qui est à l'origine de la tulipomanie en Hollande au XVIIe siècle, qui entraîna la première bulle spéculative et financière de l'histoire. Le prix d'un seul bulbe atteignit jusqu'à quinze fois le salaire d'un paysan (estimation à 87 000 €, août 2011, d'après le journal Le Monde).
Le livre d'Olivier Bleys intitulé Semper augustus décrit cette bulle spéculative à travers un roman.
C'est au Keukenhof que les sociétés florales viennent chaque printemps présenter les créations de tulipes et autres fleurs à bulbe.
Un roman d'Alexandre Dumas, La Tulipe noire (1850), a pour sujet un concours dans la ville de Haarlem, visant à produire une tulipe véritablement noire.

#### Cultivars
Plusieurs espèces ont été utilisées pour créer les nombreux cultivars actuels. Tulipa × gesneriana, appelée « tulipe des jardins », est de loin la plus utilisée historiquement et celle qui a engendré la majorité des variétés actuellement disponibles. C'est un hybride complexe et ancien, remontant au moins au XVIe siècle, entre plusieurs espèces proches, dont la principale est Tulipa suaveolens. Mais d'autres espèces ont été très utilisées pour la création de cultivars, certaines depuis très longtemps, et d'autres plus récemment. Les hybridations sont encore fréquentes pour créer de nouvelles variétés.
En horticulture, les multiples variétés ont été classées en 15 divisions, principalement basées sur la forme des fleurs et la hauteur des plantes. Une quinzième division rassemble les tulipes botaniques.

##### Division 1: Simples hâtives

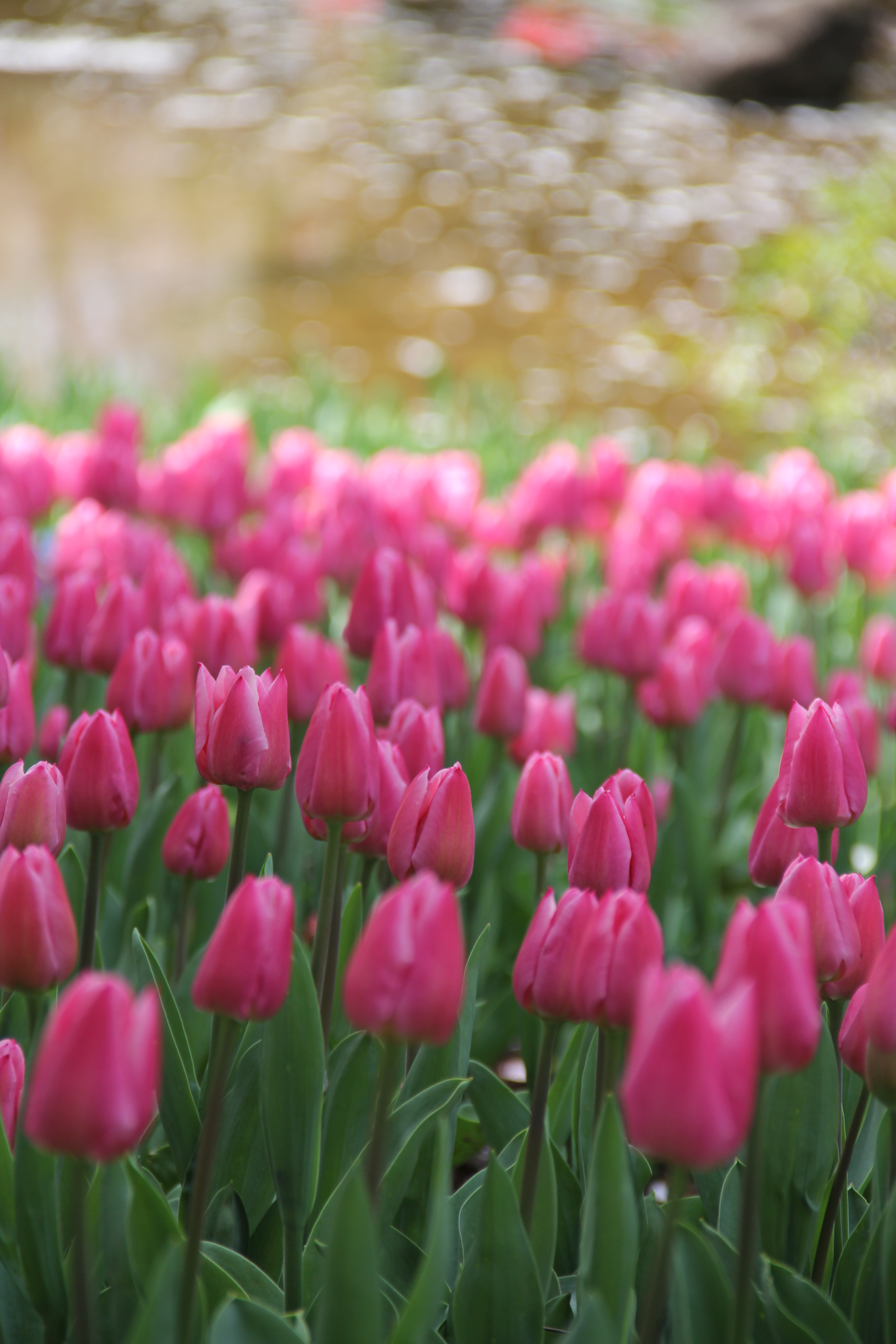
Cultivar Christmas Dream en avril.

Ce groupe comporte relativement peu de tulipes. Les fleurs sont simples, en forme de coupe, d'une largeur de moins de 8 cm et fleurissent entre fin-mars et début juin. Les plantes sont souvent d'une hauteur autour de 20 cm mais peuvent atteindre 40 cm. Les tulipes Duc. van Thold, très populaires dans les jardins du XVIIe siècle, sont de cette division et avaient même leur propre division dans la classification de 1939.

##### Division 2: Double hâtives
à fleurs doubles. Hauteur des plants de 30 à 40 cm.

##### Division 3: Triomphe
fleurs simples en forme de coupe. Floraison en milieu et fin de saison. Hauteur des plants de 36 à 61 cm.

##### Division 4: Darwin hybrides
fleurs simples de forme ovoïde, jusqu'à 8 cm de diamètre. Floraison en milieu et fin de saison. D'une hauteur de 50 à 70 cm. À noter que
les tulipes Darwin n'appartiennent pas à ce groupe mais au groupe des simples tardives.

##### Division 5: Simples tardives
fleurs simples en forme de coupe ou de gobelet. Certaines variétés produisent des fleurs multiples. Floraison en fin de saison. Hauteur des plants de 45 à 75 cm.

##### Division 6: Fleur de lis
tulipes particulièrement racées présentant une fleur fine, à pétales très pointus s'écartant à leur sommet. Autrefois incluses dans le groupe des Darwin. Elles devinrent une division à part entière en 1958.

##### Division 7: Frangées (Crispa)

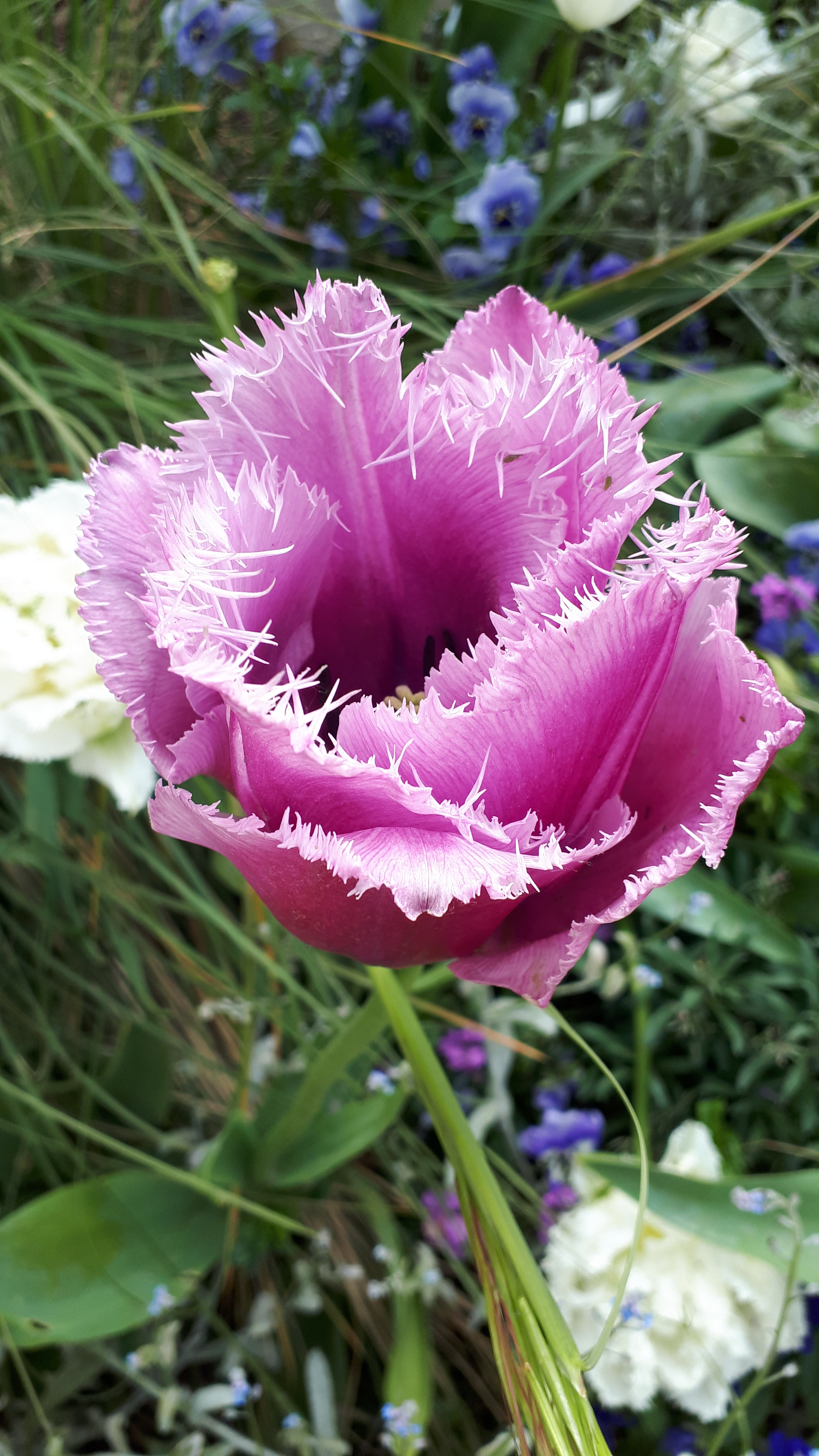
Tulipa crispa dans un massif de Lannion, France.

l'extrémité de leurs pétales est finement dentelée. Elles ne sont pas sans rappeler la Dionaea, célèbre plante carnivore.

##### Division 8: Viridiflora
elles possèdent des pétales partiellement tracés de vert.

##### Division 9: Rembrandt

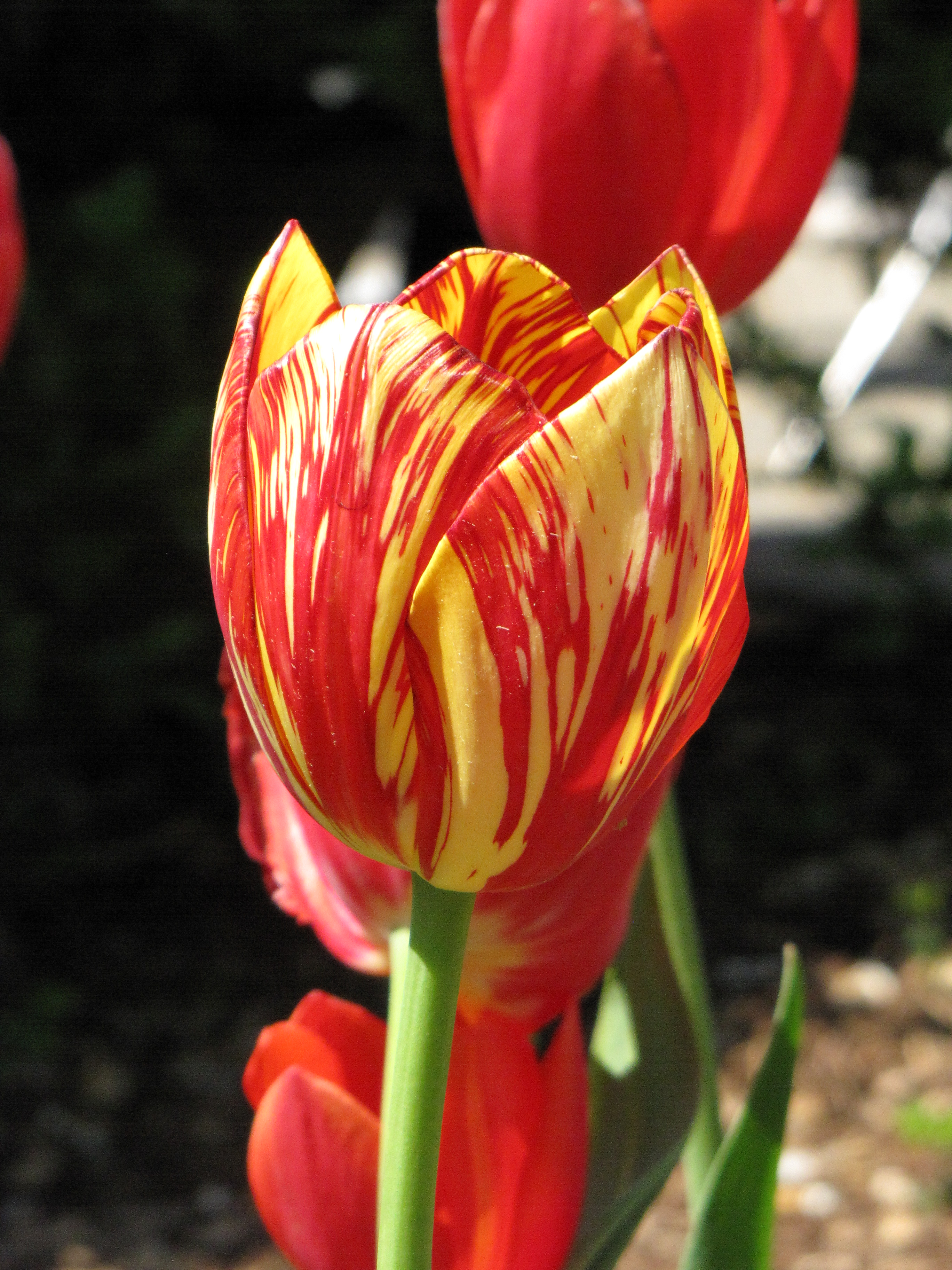
Motif bicolore produit par un potyvirus.

autrefois, les tulipes Rembrandt provenaient de plants atteints par un potyvirus, propagé par le puceron vert du pêcher. Ce virus provoquait des motifs multicolores sur les fleurs. Les variétés Semper Augustus et Vice-roi furent à l'origine de la Tulipomanie. De nos jours, la vente de bulbes atteints par ce virus est interdite, et les fleurs Rembrandt à motifs multicolores proviennent de croisements et de sélections.

##### Division 10: Perroquet

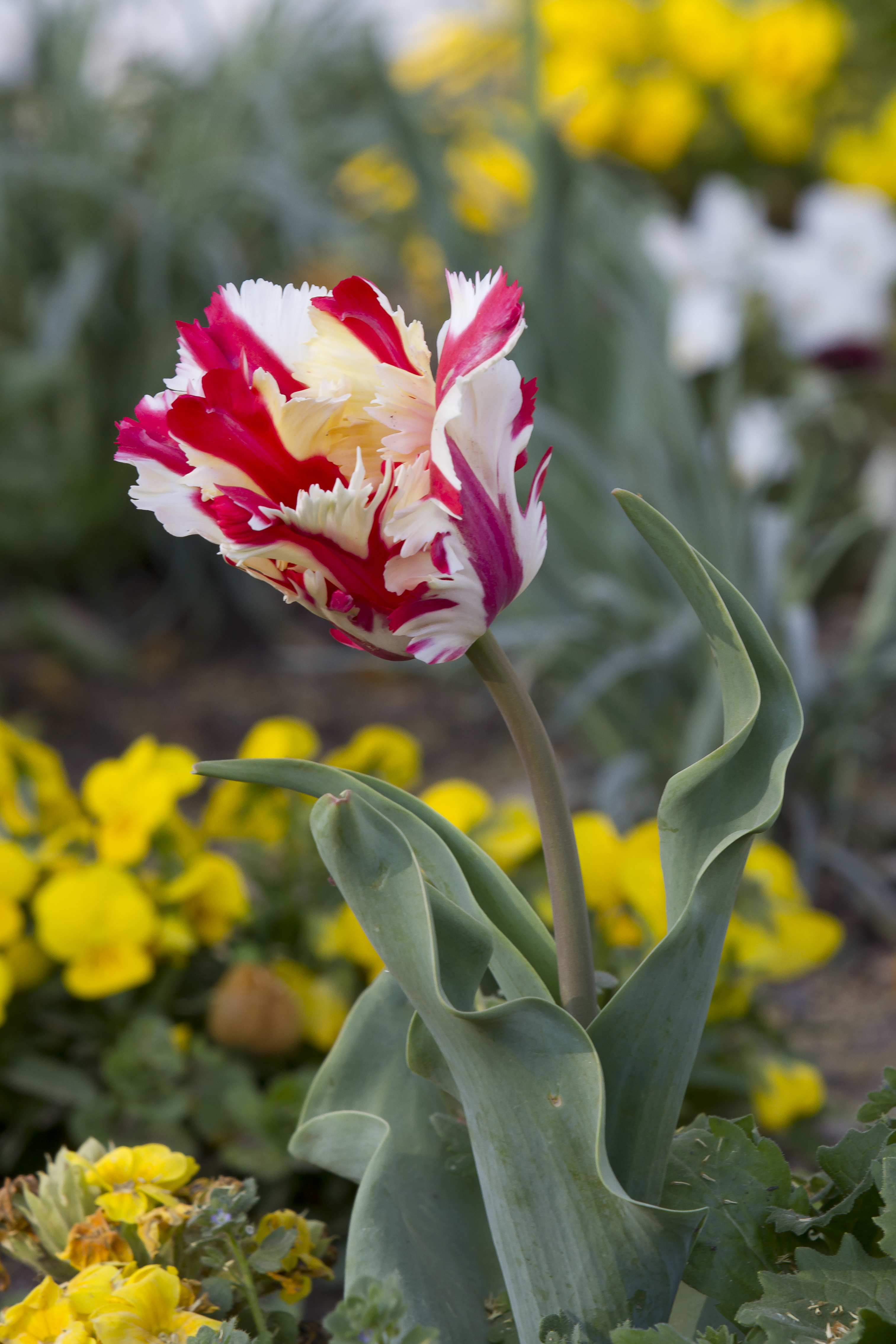
Tulipe « perroquet » dans le jardin de Compans Caffarelli à Toulouse.

ces tulipes possèdent des pétales tordus, boursoufflés, ébouriffés ; au XVIIIe siècle, elles furent qualifiées de « monstrueuses » ; ce groupe se développa dès les années 1930, lorsqu'on découvrit que l'irradiation de bulbes aux rayons X provoquait cette mutation.

##### Division 11: Double tardives
larges fleurs possédant un, voire plusieurs rangs de pétales supplémentaires, qui ne sont bien souvent que des étamines transformées On les nomme aussi tulipes pivoines.

##### Division 12: Kaufmanniana
généralement de hauteur réduite, aux feuilles rayées de lignes rouges ; précocité de la floraison. En général, elles se naturalisent bien. Elles sont dérivées de Tulipa kaufmanniana, une espèce botanique originaire du Turkestan. Nommées ainsi en l'honneur du botaniste russe Kaufmann.

##### Division 13: Fosteriana (Emperor)
dont la floraison suit les précédentes, de hauteur variant de 25 à 45 cm. Naturalisation pour la majorité des variétés. Elles sont produites à partir de Tulipa fosteriana, une espèce botanique provenant d'Asie centrale.

##### Division 14: Greigii
fleurs écarlates, floraison avril ou avril-mai, de hauteur moyenne 40 cm. En général, elles se naturalisent bien. Feuilles striées de lignes brunes. Elles sont produites à partir de Tulipa greigii, une espèce botanique originaire d'Asie centrale. La célèbre variété Chaperon Rouge fait partie des Greigii.

##### Division 15: Botaniques
en culture et jardinerie, les formes sauvages non modifiées sont appelées « tulipes botaniques » pour les distinguer des cultivars horticoles. Voir la Liste des espèces de tulipe.

## La tulipe dans la culture populaire

### Aliment de disette
Les bulbes de tulipes ont un mauvais goût et ils sont toxiques. Tulipa gesneriana et ses hybrides cultivées dans ou pour les jardins peuvent causer des troubles cardiaques ; ils ont ainsi été sources d'empoisonnements accidentels lors de la Seconde Guerre mondiale où on en mangeait faute d'autres nourritures.
Historiquement ils ont cependant parfois ailleurs été consommés en période de famine ou disette. Ainsi selon l'ethnobotaniste François Couplan, les bulbes de Tulipa gesneriana (syn. T. billietiana, T. mauriana), espèce importée d’Asie puis subspontanée dans le sud de l'Europe , ont été ponctuellement consommés, de même pour T. praecox et T. sylvestres en Europe centrale et du sud, dont en Savoie, ou encore T. saxatilis qui dans le Sud de la Mer Egée aurait même été commercialisé, par exemple sur les marchés crétois, comme aliment.
John Parkinson, herbaliste du XVIIe siècle, a évoqué la consommation de bulbes de tulipes cuits. T. armena ou T. humilis auraient autrefois  été consommés en Anatolie.

### Symbolique
Une tulipe est représentée, de manière symbolique, sur le drapeau de l'Iran.
Le nom de révolution des Tulipes a également marqué le Kirghizstan en 2005.
Dans le calendrier républicain français, le 4e jour du mois de germinal, est officiellement dénommé jour de la tulipe.
La tulipe est un symbole national de la Turquie. Elle figure sur les avions de sa compagnie aérienne nationale, Turkish Airlines.
La fleur est un symbole culturel néerlandais.
Dans le langage des fleurs, la tulipe symbolise l'orgueil.

### Représentation artistique

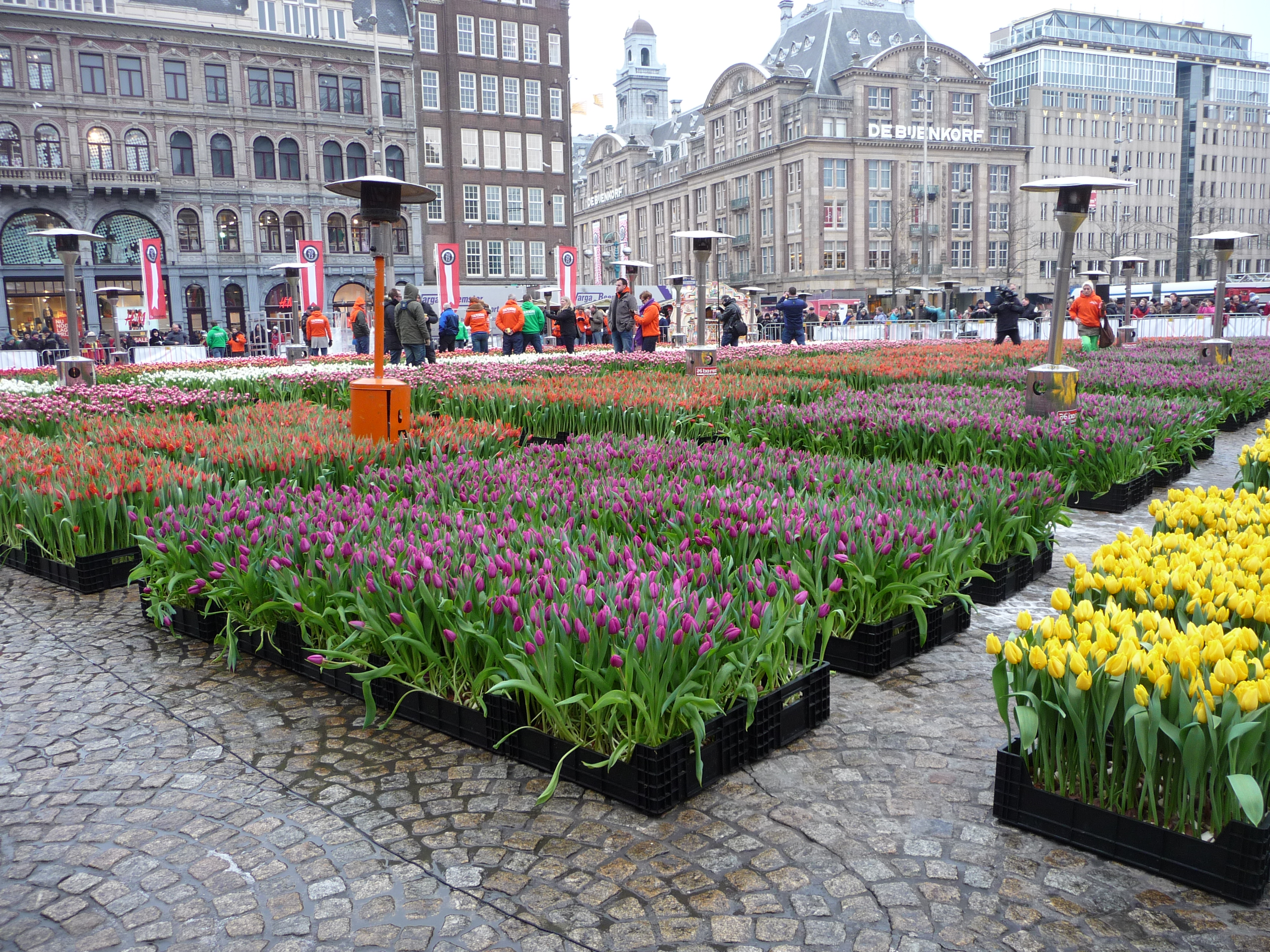
Journée nationale de la tulipe, Pays-Bas.

Les tulipes ont inspiré beaucoup de peintres, mais le plus connu sans doute est François de Geest (1638 -1699), peintre hollandais du XVIIe siècle, qui reproduit par exemple dans Hortus amoenissimus un grand nombre de tulipes.

## Expositions

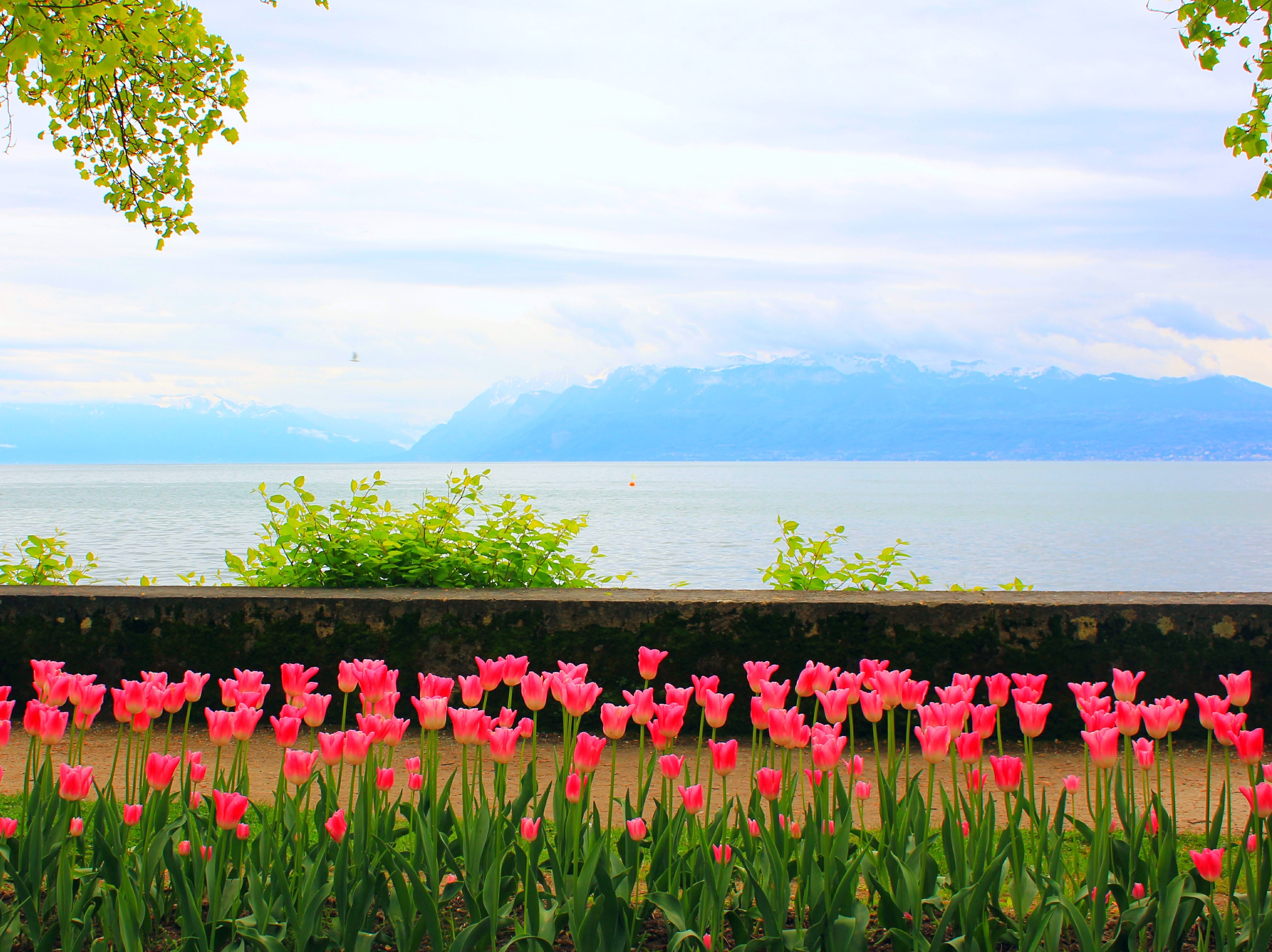
Fête de la Tulipe de Morges (Vaud, Suisse).

Depuis sa création en 1971, la Fête de la Tulipe de Morges (Vaud, Suisse) est initialement conçue pour célébrer le cinquantenaire de la Société vaudoise d’horticulture.
La conception et la plantation des massifs sont assurées par les jardiniers municipaux et les apprentis horticulteurs du Centre d’enseignement professionnel de Morges.